# 回族身份认同
回族身份认同是一个关于回回民族身份鉴定和自我认同及归属的重要问题。回族这一名称近代最早来源自民国初年模糊的口号五族共和，而也正是自那时起，回回民族的定义开始存在争议。之前民间多用“回民”或“回回”一词泛指中国境内的穆斯林（伊斯兰教徒）。而现在回族的定义则是以汉语为母语的穆斯林。回族鉴定这一问题通常基于宗教和系谱学（血缘和家族）这两个角度来进行讨论。争议点主要包括：
- 回族是否是以伊斯兰教信仰进行划分的？
- 回族是否是以具有中亚或西亞民族血统的華人进行划分的？
- 回族是否是一个民族，还是汉族穆斯林？

## 宗教民族说
民族学家林松等人认为，伊斯兰教在回族形成的过程中起到了极为重要的纽带作用，而大部分回族也以伊斯兰教作为民族向心力。民初时期学者金吉堂则提出《回教民族說》，“回族者，回教教义所支配而构成之民族也”，认为中国内地的回教徒已符合構成民族的几大要素：“血統、生活、語言、宗教”。在他随后的著作《中国回教史研究》中可以看出，他对回教徒与回族的定义是统一的，主张回教民族说，反对回回民族说和汉人回教说。民国时期的北平伊斯蘭學友會则声称“回族”就是“伊斯兰族”。
然而以伊斯兰教信仰者来认定回族存在两个问题：一是部分已认定的回族本并非穆斯林，二是部分回族已从伊斯兰教改信其他宗教。若以伊斯兰教认定，则这两部分人则并非回族。

### 非穆斯林回族
宋元时期西来的异族统称为回回，包括迁居内地的中亚各族与东南沿海来华的阿拉伯人、波斯人、犹太人、吉普赛人与基督徒。民国以前居住在河南的开封犹太人因不吃猪肉，被称为“蓝帽回回”。同样的，吉普赛人曾被称作囉哩回回，部分阿蘭人基督徒则被称作“绿睛回回”。

### 伊斯兰教改宗者
在现代宗教自由理念的影响下，回族中也不盡然是穆斯林，存在一批改宗的佛教徒（如白崇禧之子白先勇）与基督徒。基督宗教的傳教士在近現代也活躍于中國各地的回民聚居區。因为回族改宗者逐渐增多，甚至有中国政府官员罔顾宪法倡导回族“应从大处考虑”，不要改信其他宗教。

## 血缘民族说
中国共产党西北工作委员会曾发表《关于回回民族问题的提纲》和《回回民族問題》，表明应从血缘对回族进行追溯，实行民族平等政策。这一看法一直延续到中华人民共和国建立后的回回民族识别。1957年回民文化协进会编印的《回回民族的历史和现状》，则对回族的由来进行了具体的阐述，为建立宁夏回族自治区铺平了道路。

### 与中亚民族的关系
早期汉族在不了解西方各族，曾对中原以西的各民族均用维吾尔人的古译名回鹘泛称。如，维吾尔人被称为“缠回”或“红帽回回”，阿拉伯人被称为“白帽回回”，波斯人被称为“黑帽回回”。新疆在建省之前朝廷也用“回疆”一词指代该地域。直至民国初年，五族共和中的“回族”还是包括新疆的所有穆斯林民族。1935年，盛世才政府对新疆各民族展开鉴别，认定了14个民族：汉、满、蒙、回、维（维吾尔族）、锡（锡伯族）、索（索倫，鄂温克族）、哈（哈萨克族）、柯（柯尔克孜族）、归（归化族，即俄罗斯族），以及三塔加一乌（塔吉克族、塔塔爾族、塔蘭奇、乌兹别克族）。此时回回已与新疆境内的其他穆斯林民族并列。
部分云南的回族来源自中亚民族，如航海家郑和祖先即为元朝时期的中亚移民，色目人贵族赛典赤·赡思丁。
如今中亚的东干族来源于同治陕甘回变后西迁的中国穆斯林，他们也多自称回族并仍对中国伊斯兰文化拥有认同感。

### 归为回族的非中东裔
这些民族并非来自中亚或西亚，但因信仰伊斯兰教而被定为回族。
- 海南的回辉人是东南亚占族人和马来人的后裔，
- 藏区的藏回，一部分是改宗皈依伊斯兰教的藏族（古格人和卡力崗人），一部分是克什米爾穆斯林的后裔。其中許多藏回被官方鉴定为回族，部分人则仍被鉴定为藏族。

## 否认民族说
否认回族存在的人，多认同“汉人回教说”。清末穆斯林学者黄镇磐在清末即提出了“回以名教，非以名族也”，认为自唐代起进入中原的大食士兵“早化为同种也久矣，安得指为异族也哉”。1927年，历史学家陳垣在其著作《回回教入中国史略》中研究了回教社群在中国形成的历史，但避免提及回族这一有争议的定义，而以中国回教徒来指称。中国回教协会创始人白崇禧也曾否认有回族存在，认为自己是汉族穆斯林。中华民国国民政府官员受其影响极大。蒋介石在1939年“回民救国大会”的讲话中就曾提到“一般人不明了真义，认为回教即回族，这种观念，对整个中华民族影响实大。”在孫繩武的提议下，1947年第一次国民大会中回回代表均以汉族穆斯林身份出席。
哲合忍耶派沙沟门宦第八代教主马震武因此表示抗议拒绝担任“内地生活习惯特殊国民代表”。甘肃回回绅士郭南浦则曾斥责白崇禧有大汉族主义。
现代学者杜磊（Dru C. Gladney）在考察了若干中国大陆回族社区后，指出这些生活差异极大却统称回族的群体，是在与政府政策的互动中缔造出的，是从帝国到现代民族国家的转型过程中诞生的。杜磊同时提出应有一个“泛回”的共同体存在。

## 更名
现代民族学者亦有人提议将回回族群更名，以消歧义。如谢世忠则认为回回民族介于汉族与其他少数民族之间，应称之为“汉语穆斯林”。李普曼（Jonathan N.Lipman）则提出回族作为中国社会中“熟悉的陌生人”，应当仿照非裔美国人等族群名称，采取“外裔细分化”将回回民族群体更名为“华夏穆斯林”（Sino-Muslim）。

## 中华人民共和国民族识别问题
回族是中华人民共和国在1949年至1953年的民族识别过程中官方确认的一个民族。回族一词是“回回民族”的简称，“回回民族”的另一常用简称是“回民”。

### “民族识别”前的认定标准
在中华人民共和国在民族识别之前，“回回民族”是一个以伊斯兰教为共同信仰、通用汉语、使用中华文化、分布于中国各地的“血缘—宗教—文化”共同体。在这一阶段，“回回”的定义比较明确，即以伊斯兰教信仰为判别标准。
由于并无公权力的介入，在这一阶段的标准是“自我认同”和“外在认同”的统一。即：
- 血缘：“回回”的子女。父母任一方是“回回”，子女都可以被认为是“回回”。前提是未公开叛教。
- 汉化：不通用汉语、不使用中华文化的穆斯林，在中国境内换用汉语并使用中华文化后，也被认为是“回回”。
- 改宗：任何人公开改宗伊斯兰教者，

反之，公开叛教者即使家庭背景是“回回”，也不被“回回”群体和其他群体承认为“回回”。因此，在通用汉语的范围内“回回”或“回民”的含义与“穆斯林”是完全重合的。

### “民族识别”后的认定标准
在中华人民共和国在民族识别过程中，“回回民族”被识别为中华人民共和国官方承认的一个“民族”。每一个“自我认同”和“外在认同”统一的“回回民族”个体均被归入了新识别的“回族”之内。在“回族”被中华人民共和国官方识别为一个民族之后，“回族”的定义也是明确，即以血缘为标准。
由于公权力的介入，“回族”的“自我认同”和“外在认同”是不统一的。即：
- 血缘：“回族”的子女。父母任一方是“回族”，子女才可在户籍上登记为“回族”[16]。
- 改宗：户籍上登记的“回族”，即使公开宣布不信仰伊斯兰教，也被官方承认是“回族”[17]。

反之，通用汉语的、户籍登记为其他民族者在改宗伊斯兰教后也不被承认为“回族”；而户籍登记为其他九个民族的中国境内的伊斯兰教民族的家庭或个体，在换用汉语并使用中华文化后也不被承认为“回族”。因此，“回族”的含义与“穆斯林”仅是部分重合的，但毫无关联。

### 争议
“回回民族”经过被识别为一个官方承认的“回族”，固化了之后的“回族”既失去了将已脱离自身文化的个体淘汰出这个群体的机会，也失去了外来改宗者加入的可能。在1949年后，由于反宗教的宣传和对宗教的限制，“回族”内部形成了大量的非穆斯林人口。“回族”内部的非穆斯林人口、以及回族穆斯林与汉族通婚者的子女中的非穆斯林为了保持少数民族身份带来的利益，也强调自身的“回族”身份。这使得“回族”的身份问题出现了争议。
实际上，“回族”的主体——即原“回回民族”的延续者，对“回族”的定义是停留在1949年以前的标准上的。但对非穆斯林“回族”而言，他们对“回族”的定义是基于中国户籍管理的标准上的。

## 扩展阅读
- 胡云生：三重关系互动中的回族认同，《民族研究》2005年01期
- 姚大力：“回回祖国”与回族认同的历史变迁（页面存档备份，存于），《中国学术》，2004年第1辑